# 南勢里 (佳里區)
南勢里，中華民國臺南市佳里區的一個里，北與文新里、建南里接壤，東與鎮山里接壤，西南邊與塭內里接壤。南勢里於2018年，由原建南里以安南路至成功路至祥和五街為界拆分，以北原建南里建置，以南則為增建南勢里之範圍。現任里長為黃進福。

## 主要道路
- 市道176號
- 南37線